# Чермехин
Чермехи́н (перс. چرمهین‎) — город в центральном Иране, в провинции Исфахан. Входит в состав шахрестана Ленджан. По данным переписи, на 2006 год население составляло 12 292 человека.

## География
Город находится в юго-западной части Исфахана, в гористой местности центрального Загроса, в правобережной части долины реки Заянде. Абсолютная высота — 1798 метров над уровнем моря.
Чермехин расположен на расстоянии приблизительно 48 километров к юго-западу от Исфахана, административного центра провинции и на расстоянии 364 километров к югу от Тегерана, столицы страны. Ближайший аэропорт расположен в городе Зерриншехр.